# Connomyia oropegia
Connomyia oropegia är en tvåvingeart som beskrevs av Jason Gilbert Hayden Londt 1993. Connomyia oropegia ingår i släktet Connomyia och familjen rovflugor. Inga underarter finns listade i Catalogue of Life.